# Wurttembergia

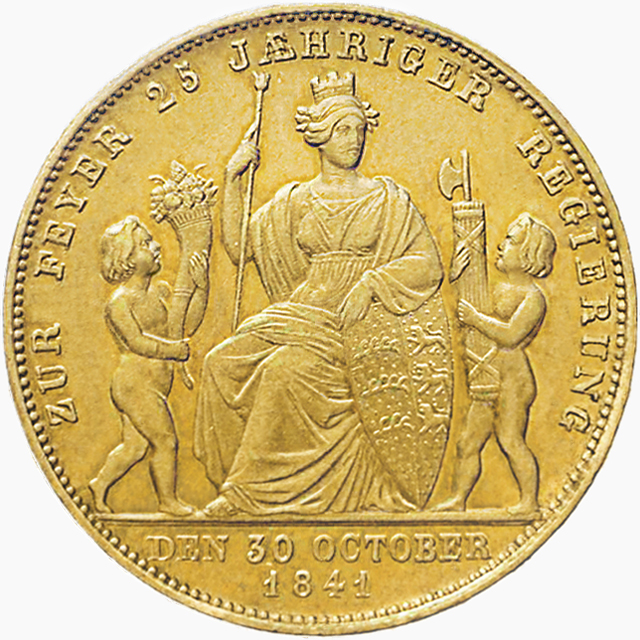
Wurtembergia en un gulden (moneda de oro) de 1841. Aparece con corona mural, cetro y el escudo de Württemberg.

Württembergia es el nombre en neolatín del estado de Württemberg y la personificación nacional del mismo estado. Además del papel de patrona protectora también se le asigna el papel de genius loci. Junto con muchas otras alegorías nacionales, usa de modelo a Pallas Atenea.